# Sinaida Wassiljewa
Sinaida Anatoljewna Wassiljewa (geb. 29. Dezember 1913 in St. Petersburg; gest. 1999), auch Zinaida Vasilyeva, war eine sowjetisch-belarussische Ballerina und Lehrerin. Sie war Volkskünstlerin der BSSR (1940).

## Biografie
Sinaida Wassiljewa wurde am 29. Dezember 1913 in St. Petersburg geboren. Sie absolvierte das Choreografische Institut Leningrad im Jahr 1933. In den Jahren 1933–1937 war sie Solistin der Opernhäuser des Kirow-Theaters und des Maly-Theaterss in Leningrad, des Bolschoi-Theaters der UdSSR, nach 1950 Choreografie-Tutorin an den Opern- und Balletttheatern Odessa und Nowosibirsk. Von 1937 bis 1949 war sie Solistin an der Staatsoper und dem Balletttheaters der BSSR.

## Schaffen
Sie spielte lyrisch-dramatische und komödiantische Rollen mit gleicher künstlerischer Überzeugung und hatte großen Einfluss auf die Entwicklung des klassischen Tanzes im belarussischen Ballett. Sie schuf die Bilder von Wanda (Nachtigall von M. Kroschner), Odette - Odile (Schwanensee von P. Tschaikowsky), Maria (Der Brunnen von Bachtschissaraj von Boris Assafjew), Columbine (Harlequinade von Riccardo Drigo), Lisa (La Fille mal gardée von P. L. Hertel) und anderen.
Gleichzeitig war sie Lehrerin und erster künstlerischer Leiter der choreografischen Abteilung der Theaterschule Minsk  (seit 1937) und der Belarussischen Choreografischen Schule  (1945–1949).